# The Fairy and the Waif
The Fairy and the Waif er en amerikansk stumfilm fra 1915 af George Irving og Marie Hubert Frohman.

## Medvirkende
- Mary Miles Minter som Viola Drayton.
- Percy Helton.
- Will Archie som Sweetie.
- William T. Carleton som Drayton
- Hubert Wilke som Mr. Nevinson